# Lipiny (Świętochłowice)
Lipiny (niem. Lipine) – dzielnica Świętochłowic, od północy granicząca z Bytomiem, od zachodu z Rudą Śląską, od wschodu z Chropaczowem i Piaśnikami, a od południa z Centrum.

## Historia

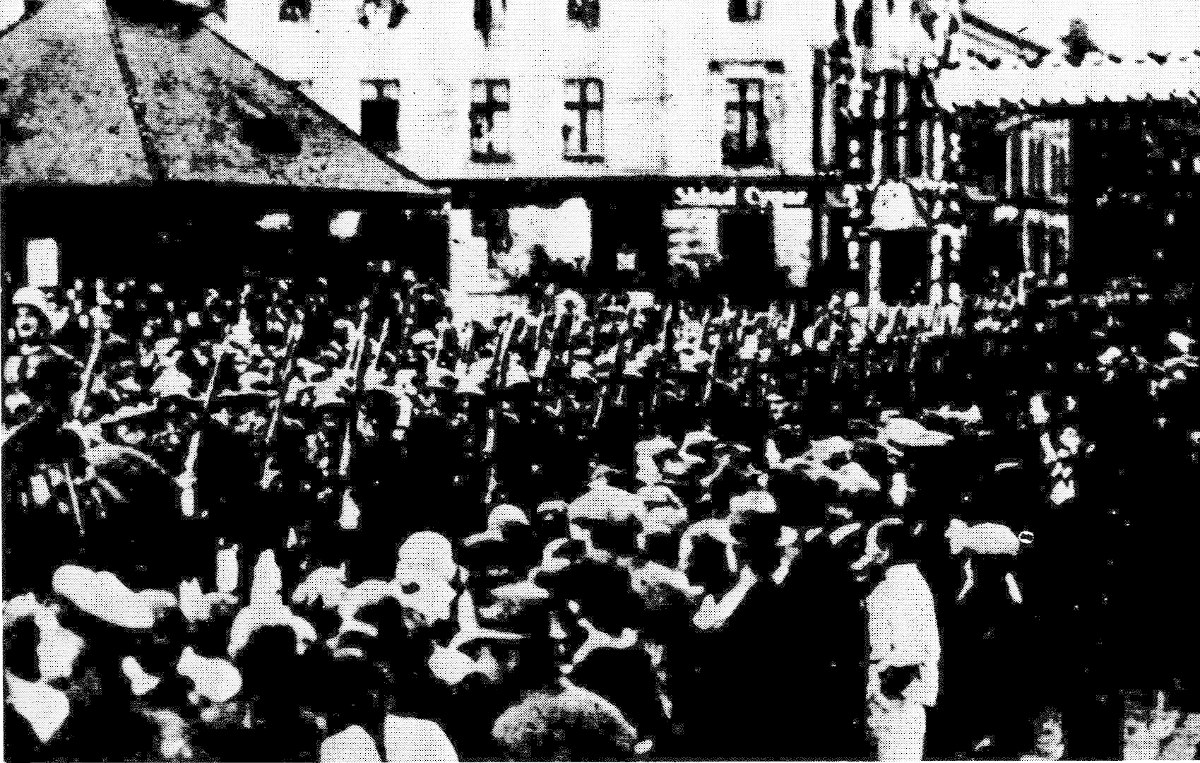
Wkroczenie wojsk polskich do Lipin (26 czerwca 1922)

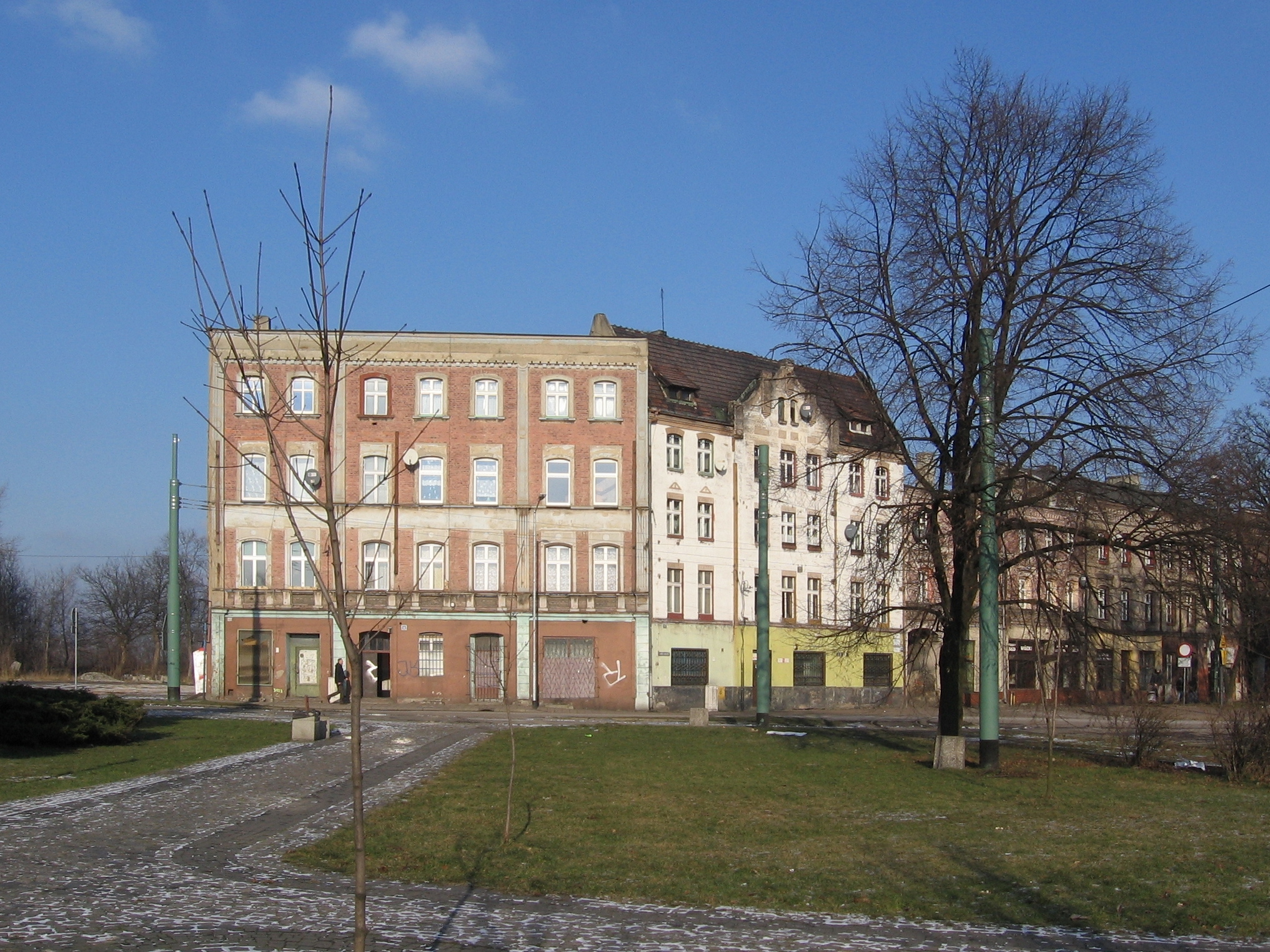
Plac Słowiański

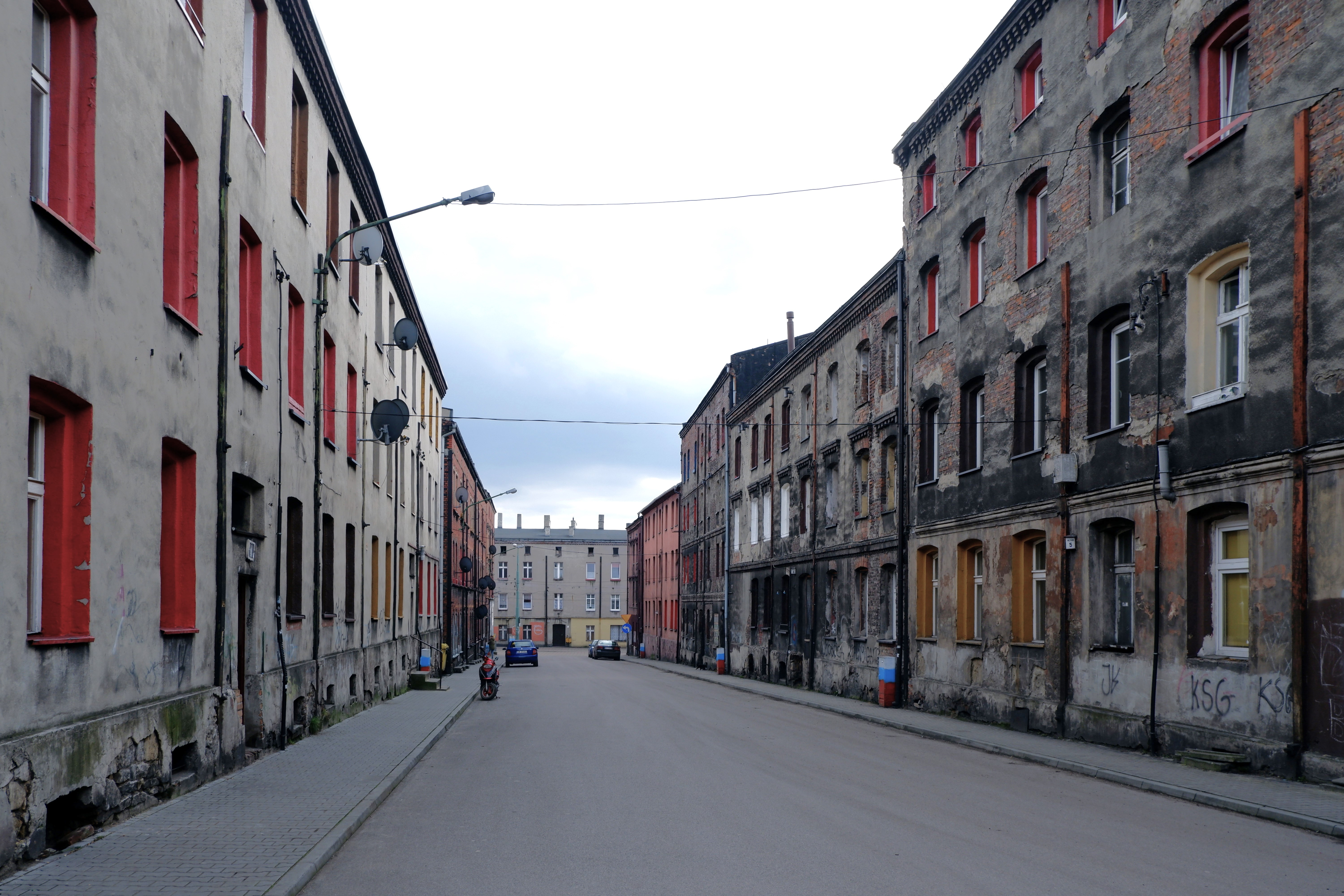
Ulica Okrzei

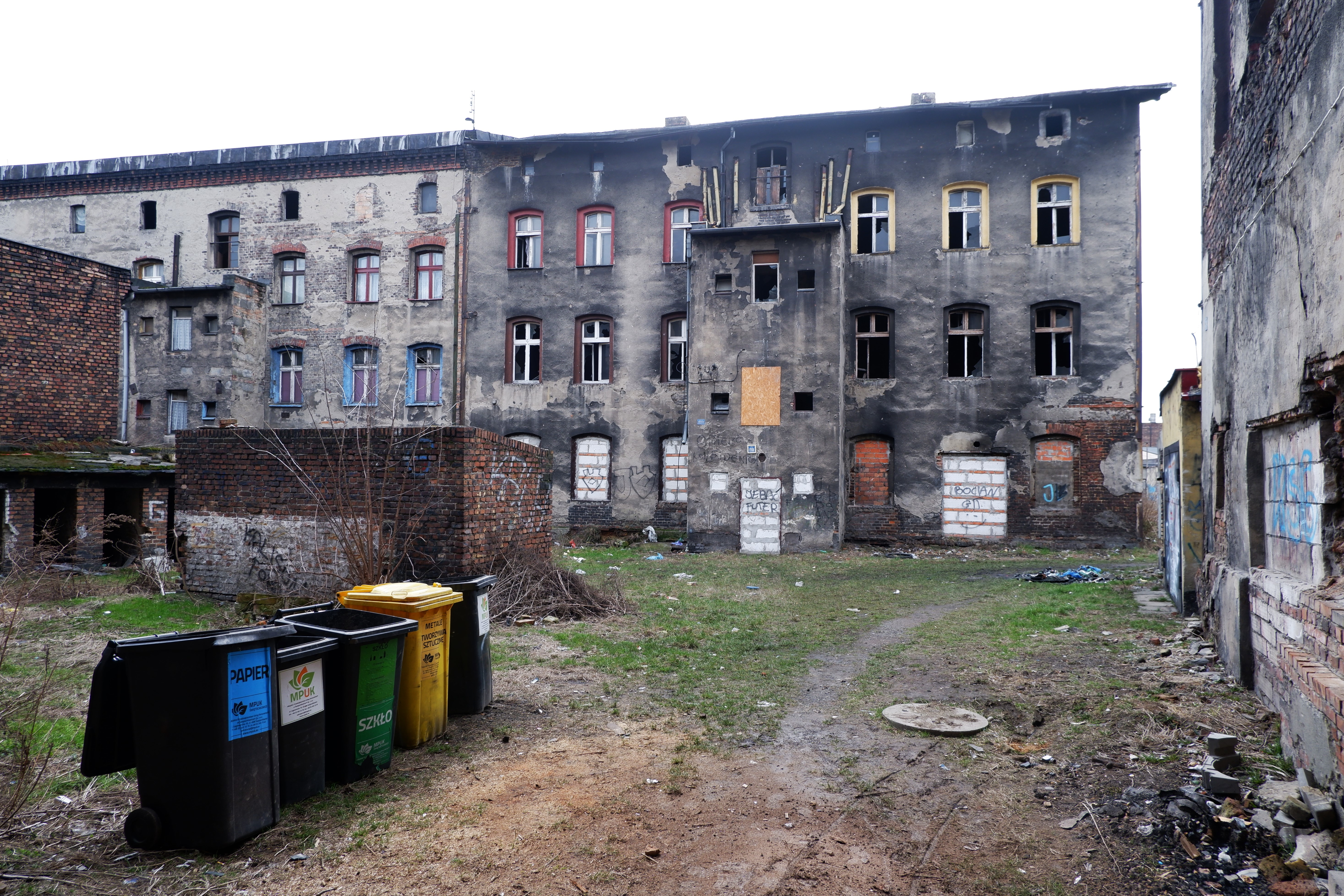
Zdewastowane podwórze na tyłach kamienic przy ulicy Wieczorka

Pierwsze zabudowania Lipin stanowił istniejący tam od połowy XVIII wieku folwark, który był częścią chropaczowskich dóbr rycerskich. Folwark ten znajdował się w miejscu późniejszej szkoły hutniczej, na skraju lasu, przy obecnej ulicy Chorzowskiej. Przez wiele lat jedynym mieszkańcem tego podupadłego folwarku był wójt Lipina. Od jego nazwiska powstała nazwa folwarku, która przeszła później na wybudowane w jego pobliżu osiedle. Niedaleko dworu stała leśniczówka i kilka chałup na skraju lasu, zamieszkanych przez drwali i pracowników dworskich.
W Lipinach od XIX wieku działała Huta Silesia, która zajmowała się przetwórstwem cynku; przed II wojną światową Lipiny posiadały jeden z najwyższych stopni zanieczyszczenia powietrza w Europie; nadal są terenem ekologicznie zdegradowanym przez działający do niedawna na tym terenie przemysł, przede wszystkim przez hutę Silesia.
Do 1951 roku miejscowość była siedzibą gminy Lipiny. W Lipinach działa jeden klub piłkarski – GKS Naprzód Lipiny.

### Kalendarium
- 26 listopada 1802 – Karol von Woyrsch sprzedał obszar dworski w Chropaczowie księciu Jerzemu Karolowi, wnukowi landgrafa Hesji-Darmstadt Ludwika VIII i wtedy pierwszy raz ten obszar nazwano Lipiny
- 1806 – Lipiny odkupił Maksymilian Józef Wittelsbach, król bawarski
- 1823 – rozpoczęcie eksploatacji węgla kamiennego na terenie Lipin
- 1826 – Lipiny przeszły w ręce hrabiego Karola Łazarza Henckla von Donnersmarcka
- 1850 – właścicielem Lipin został Guido Henckel von Donnersmarck
- 1860 – powstała gmina żydowska w Lipinach
- 1865 – topograficzny opis Górnego Śląska z tego roku notuje, że 2/3 mieszkańców Lipin mówi w języku polskim, a pozostała 1/3 niemieckim ("Die Bewohner reden zu 2/3 polnisch und zu 1/3 deutsch"[1])
- 1867 – Lipiny liczyły 4507 mieszkańców
- 24 sierpnia 1872 – poświęcenie kościoła św. Augustyna
- 1874 – epidemia cholery w Lipinach
- 30 grudnia 1894 – uruchomienie w Lipinach tramwaju parowego na linii z Zabrza do Królewskiej Huty
- 1898 – pierwsze lampy elektryczne oświetlające ulice
- 13 października 1901 – poświęcenie kościoła ewangelickiego
- 1907 – otwarto ratusz
- 27–29 grudnia 1918 – strajki górników i hutników
- 18 sierpnia 1919 – I powstanie śląskie: walki powstańców w Lipinach
- 20–26 sierpnia 1920 – II powstanie śląskie: powstańcy opanowali Lipiny
- 26 czerwca 1922 – wkroczenie wojsk polskich do Lipin
- 1925 – Lipiny liczyły 18 220 mieszkańców

W okresie międzywojennym w miejscowości stacjonował komisariat Straży Granicznej i placówka II linii SG „Lipiny”.
- 1936 – rozebranie wskutek szkód górniczych kościoła ewangelickiego
- 2/3 września 1939 – początek II wojny światowej: jednostki samoobrony wycofały się z Lipin do Katowic
- 28 stycznia 1945 – do Lipin wkroczyły wojska radzieckie
- 10 kwietnia 1951 – Lipiny weszły w skład miasta Świętochłowice
- 1 stycznia 1967 – połączono kopalnie Śląsk i Matylda; otwarto po remoncie kino Odrodzenie
- 1981 – odsłonięto zrekonstruowany pomnik Powstańca Śląskiego
- 22 grudnia 1997 – uchwała Rady Miejskiej Świętochłowic zmieniająca granicę dzielnicy Lipiny

## Architektura
Lipiny zabudowane są w dużej mierze kamienicami oraz familokami z początku XX w. 
Zabytki w Lipinach to:
- kościół pw. św. Augustyna wzniesiony w 1872 roku[3],
- zespół walcowni cynku na terenie zakładu metalurgicznego Silesia, tj. walcownia z 1858 roku, pralnia i rozdzielnia z 1 połowy XIX wieku, kotłownia i warsztat mechaniczny z 2. połowy XIX wieku[3].

Do gminnej ewidencji zabytków Świętochłowic wpisano m.in. siedzibę urzędu gminy Lipiny, wzniesioną w 1908 roku.

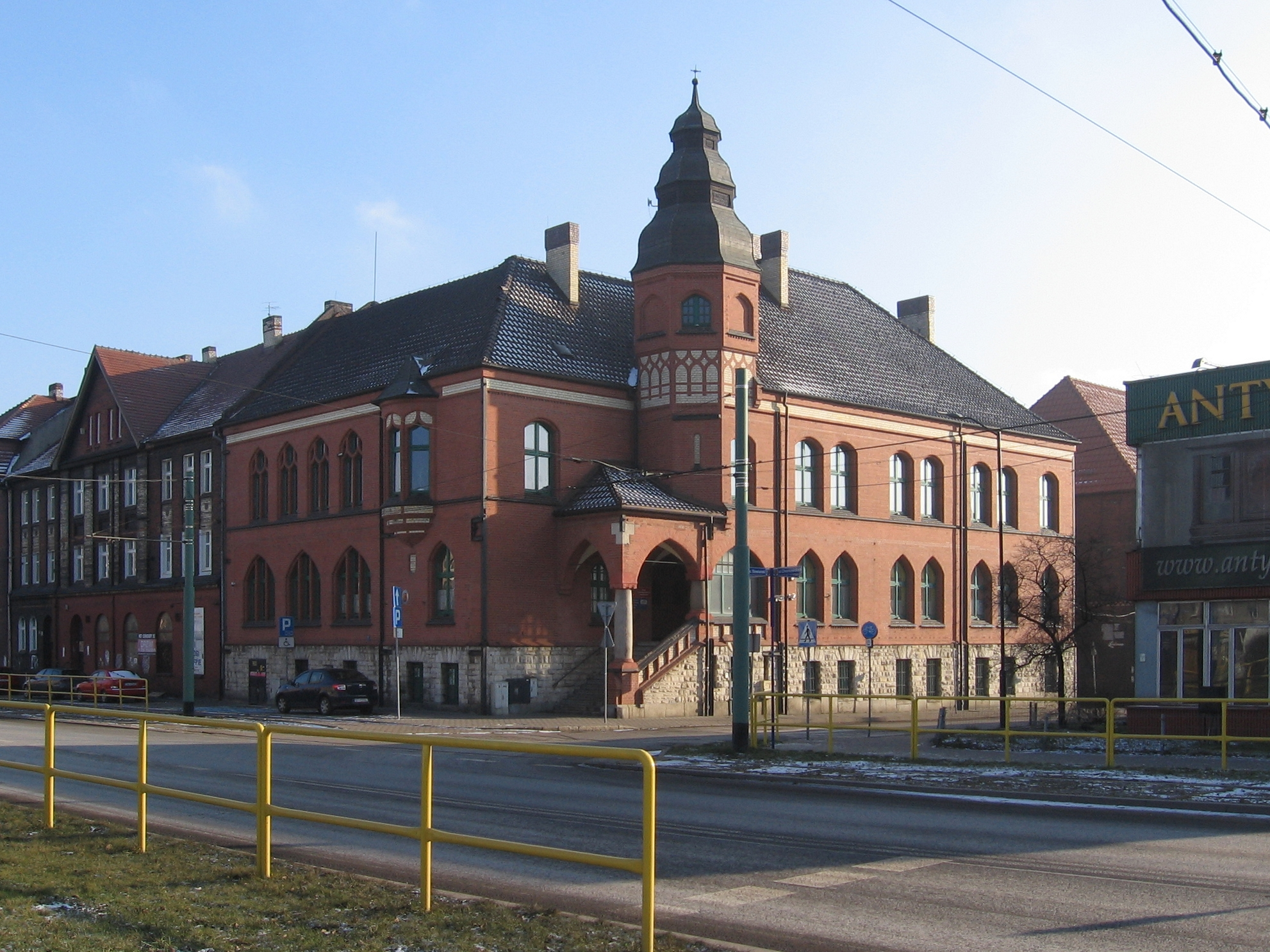
Dawny urząd gminy Lipiny
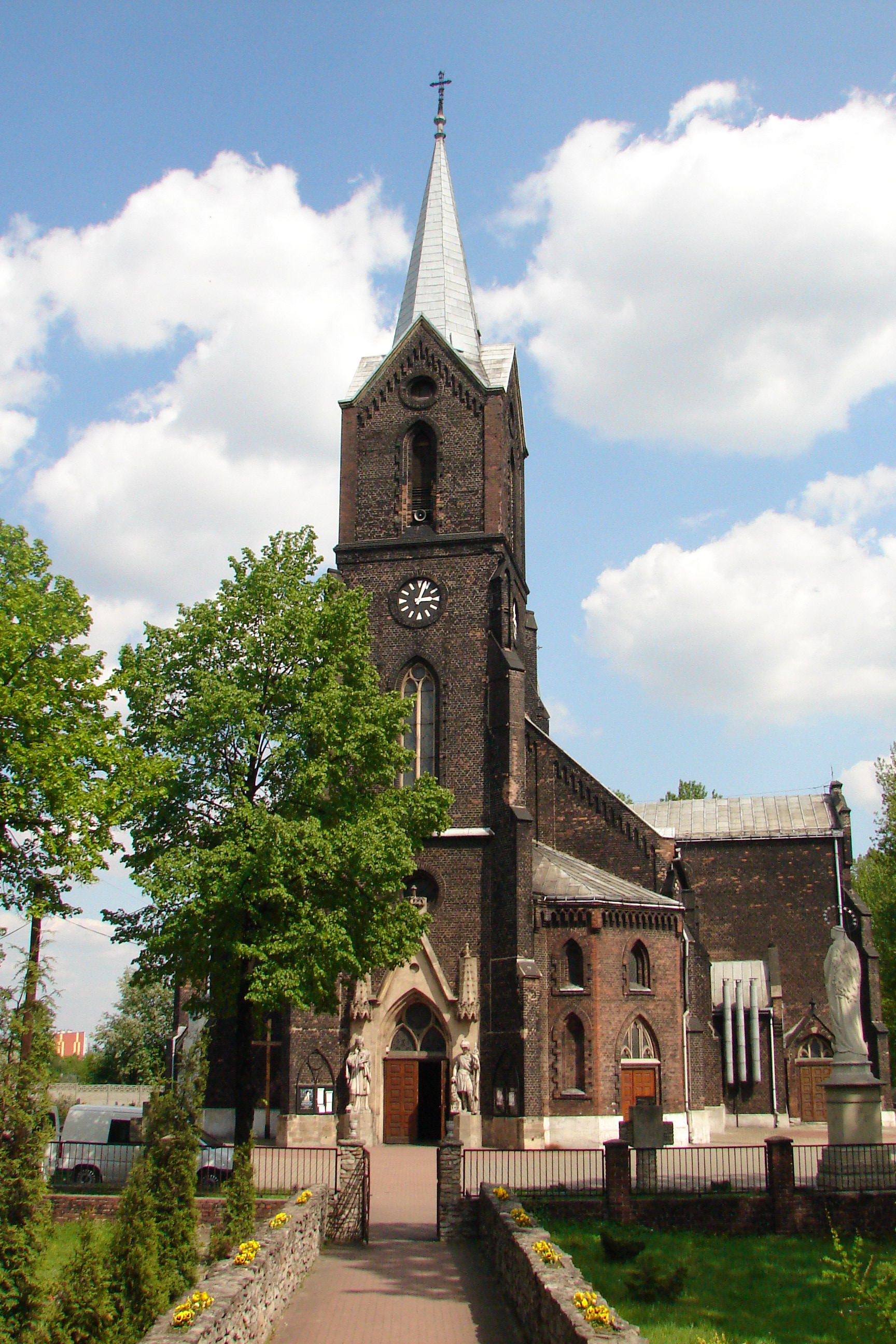
Kościół św. Augustyna
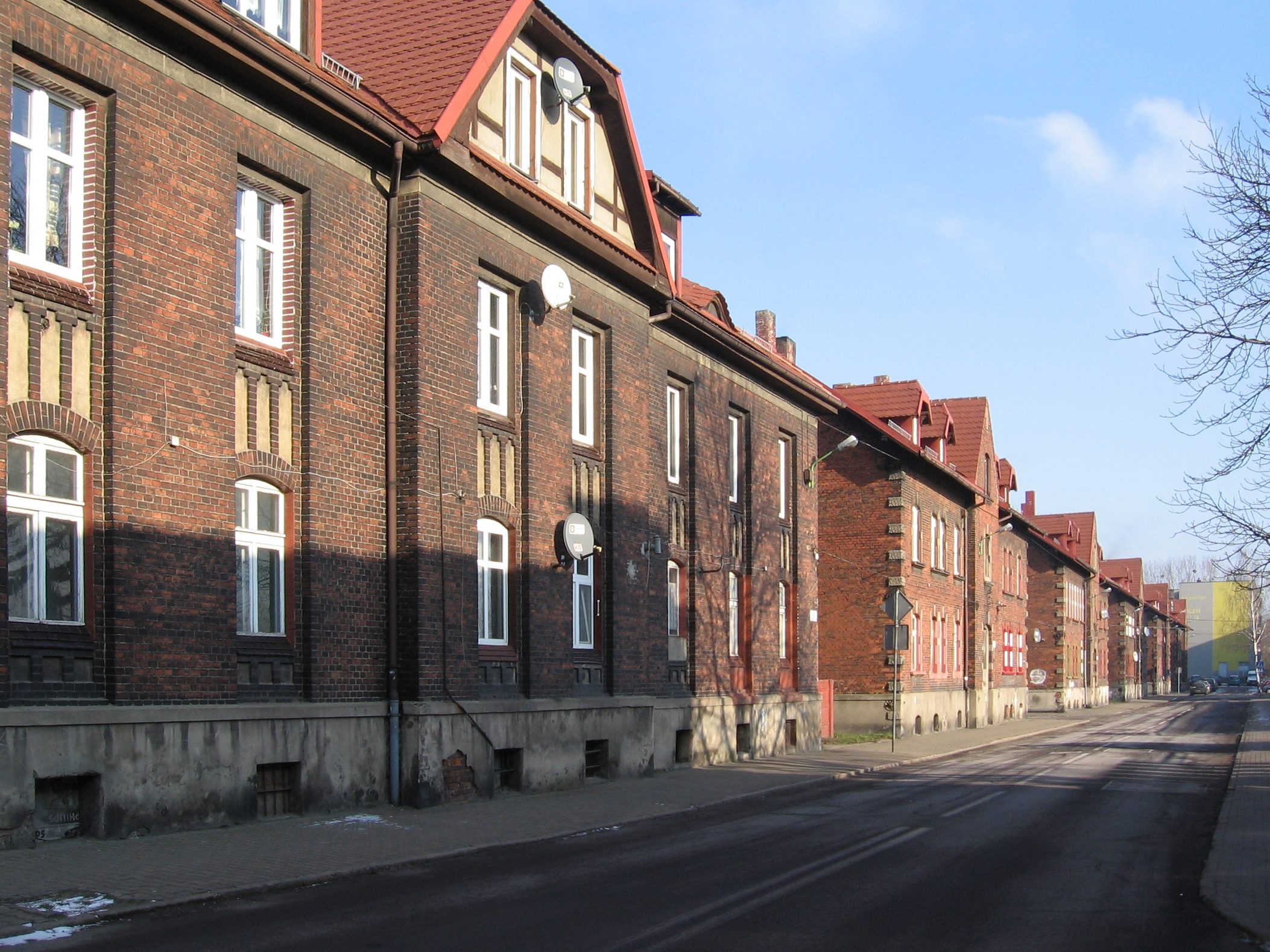
Osiedle dla pracowników Huty Silesia, ul. Stanisława Moniuszki
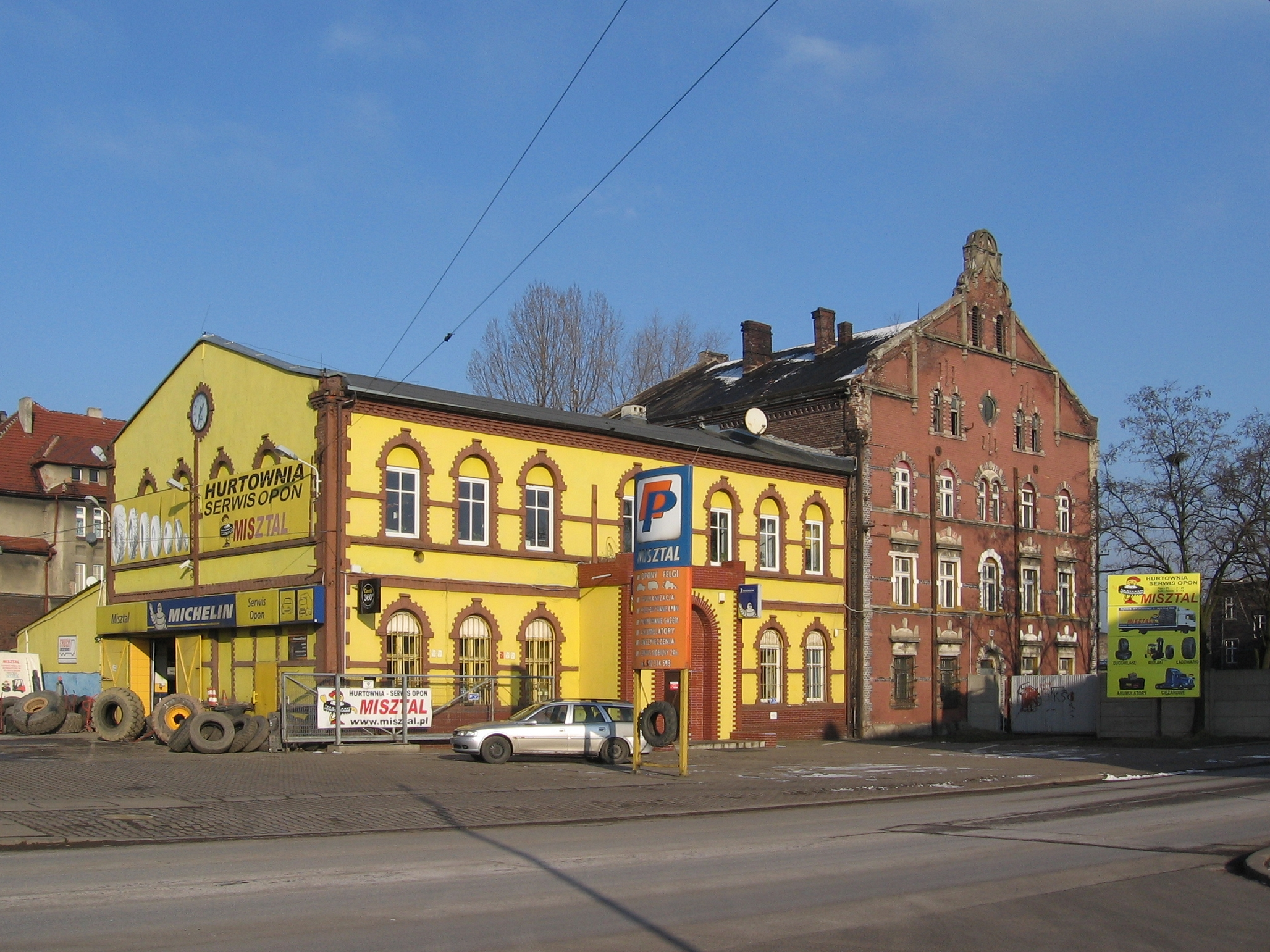
Budynek łaźni Huty Silesia (po prawej)